# Ojai
Ojai (prononcé [ˈoʊhaɪ] en anglais américain) est une ville de Californie du comté de Ventura. C'est une station thermale située à l'est de Santa Barbara. Elle a été fondée dans les années 1870 par un journaliste, Charles Nordhoff, et a porté son nom, avant d'être rebaptisée Ojai en 1917.
Le quartier des affaires est bordé de plantations d'oliviers et d'avocatiers. La population était de 7 461 habitants en 2010.
On y trouve l'une des plus grandes librairies en plein air des États-Unis : Bart's Books.
La ville est connue pour avoir été le lieu de résidence de Jiddu Krishnamurti de 1922 à 1986.
Le 8 juillet 1999, l'astronaute Charles Conrad meurt dans cette ville. Il en est de même pour l'acteur Bill Paxton le 25 février 2017.
Le film Easy Girl y a également été tourné, et Malcolm McDowell y réside.

## Démographie
| Groupe            | Ojai | Californie | États-Unis |
| ----------------- | ---- | ---------- | ---------- |
| Blancs            | 87,9 | 57,6       | 72,4       |
| Autres            | 5,9  | 17,4       | 6,4        |
| Métis             | 5,9  | 4,9        | 2,9        |
| Asiatiques        | 2,1  | 13,1       | 4,8        |
| Afro-Américains   | 0,6  | 6,2        | 12,6       |
| Amérindiens       | 0,6  | 1,0        | 0,9        |
| Total             | 100  | 100        | 100        |
|                   |      |            |            |
| Latino-Américains | 18,0 | 37,6       | 16,7       |

Selon l'American Community Survey, pour la période 2011-2015, 84,27 % de la population âgée de plus de 5 ans déclare parler l'anglais à la maison, 10,04 % déclare parler l'espagnol, 1,06 % une langue chinoise, 1,06 % le français, 0,59 % l'italien et 2,98 % une autre langue.
| 1930  | 1940  | 1950  | 1960  | 1970  | 1980  |
| ----- | ----- | ----- | ----- | ----- | ----- |
| 1 468 | 1 622 | 2 519 | 4 495 | 5 591 | 6 816 |

| 1990  | 2000  | 2010  | - | - | - |
| ----- | ----- | ----- | - | - | - |
| 7 613 | 7 862 | 7 461 | - | - | - |

## Personnalité
- Louise Everett (1899-1959), peintre et sculptrice, y est morte.
- Beatrice Wood (1893-1998), peintre, y est morte à 105 ans.
- Bill Paxton (acteur) y est mort à 61 ans
- Henry Villierme, 1928 - 2013, artiste peintre